# RIM-116 Rolling Airframe Missile
RAM ([ræm] — «таран», бэкроним от Rolling Airframe Missile, американский войсковой индекс — RIM-116) — корабельный зенитно-ракетный комплекс непосредственной защиты корабля.

## Разработка
Разработка комплекса «Рэм» велась на основе результатов выполнения программы НИОКР по защите кораблей от противокорабельных ракет (англ. Anti-Ship Missile Defense, сокр. ASMD). С 1979 года комплекс разрабатывался совместными усилиями фирм США (основной объём работы), ФРГ и Дании. Генеральным подрядчиком выступала корпорация General Dynamics. В работе над комплексом, помимо генподрядчика были задействованы следующие крупные субподрядчики: Bodenseewerk Gerätetechnik (системный анализ), General Electric Ordnance Systems, MBB, Diehl, VFW, AEG-Telefunken, Bermite Powder Company, Brunswick Corporation и Hoesch Rothe Erde, в задачу которых входила адаптация комплекса для национальных флотов. 3 августа 1987 года Министр обороны США Каспар Уайнбергер и Министр обороны ФРГ Манфред Вёрнер подписали меморандум о взаимопонимании, который оговаривал вопросы международного сотрудничества в ходе опытно-конструкторских работ и испытаний перспективного комплекса. Для испытаний на заводах General Dynamics была изготовлена опытная партия в количестве 54 ракет, из которых 37 предназначались для отстрела заводскими испытателями, а 17 для распределения заказчикам; полигонные стрельбовые испытания были назначены на январь—февраль 1981 года. Для флотских испытаний сторонами-заказчиками был размещён дополнительный заказ на 71 ракету, из которых 25 предназначались для отстрела с борта американских кораблей, 46 — с западногерманских.

## Техническое описание
При разработке конструкции ракеты «Рэм» были использованы инфракрасная головка самонаведения от ракеты ПЗРК «Стингер», а ракетный двигатель, боевая часть и взрыватель от авиационной ракеты «Сайдуайндер». Испытания указанных средств проходили в начале 1980-х годов в США. По итогам испытаний была осуществлена доработка ИК ГСН.

## Система наведения
Исходная система наведения ракеты в полёте не отличается от принципа, реализованного в ракете «Стингер», с учётом особенностей корабельных ЗРК, — так как стрелок-зенитчик, вооружённый ПЗРК «Стингер», не нуждается в радиолокационных средствах и осуществляет наведение комплекса на цель визуально, — для обнаружения целей и наведения ракет с борта корабля-носителя применяются двух- и трёхкоординатная радиолокационные станции. После пуска в действие вступают автопилот и двухрежимная головка самонаведения: 1) двухчастотный интерферометр, который ориентируется на излучение ГСН подлетающей ПКР, для наведения на маршевом участке траектории полёта и 2) приёмник инфракрасного излучения для наведения на любом участке траектории полёта (включая терминальный), обеспечивающий дополнительную надёжность захвата и сопровождения цели в полёте в случае сбоя в работе интерферометра и дублирующий его.

## Принятие на вооружение
Плановая стоимость одной ракеты в 1982 году (до принятия комплекса на вооружение) оценивалась в 40 тыс. $. Ориентировочное принятие комплекса на вооружение ВМС ФРГ ожидалось в середине 1984 года, ВМС США — в 1985 году. Однако, комплекс был принят на вооружение ВМС ФРГ на три года позже, в 1987 году.

## Варианты
Разработаны два основных варианта ЗРК:
- автономный ЕХ-31 с 21 пусковыми контейнерами, смонтированный на модифицированном лафете скорострельного ЗАК «Фэлэнкс» (размещается на внешней палубе).
- вариант «RAM Оrdalt», представляющий собой вертикальные модули, с пятью ракетами в каждом ряду модуля.

## Тактико-технические характеристики
SeaRAM
- Дальность действия максимальная: 10 000 метров
- Дальность действия минимальная: 500 метров
- Минимальная высота перехвата: 4 метров
- Скорость полёта: 1,5–2,0 М
- Длина ракеты: 2,8 метров
- Диаметр корпуса ракеты: 0,127 метров
- Размах крыльев: 0,43 метров
- Стартовая масса: 70 килограмм
- Масса боевой части: 11–13 килограмм
- Масса боевого модуля: 5,8 килограмм